# حزب کنگره ملی افغانستان

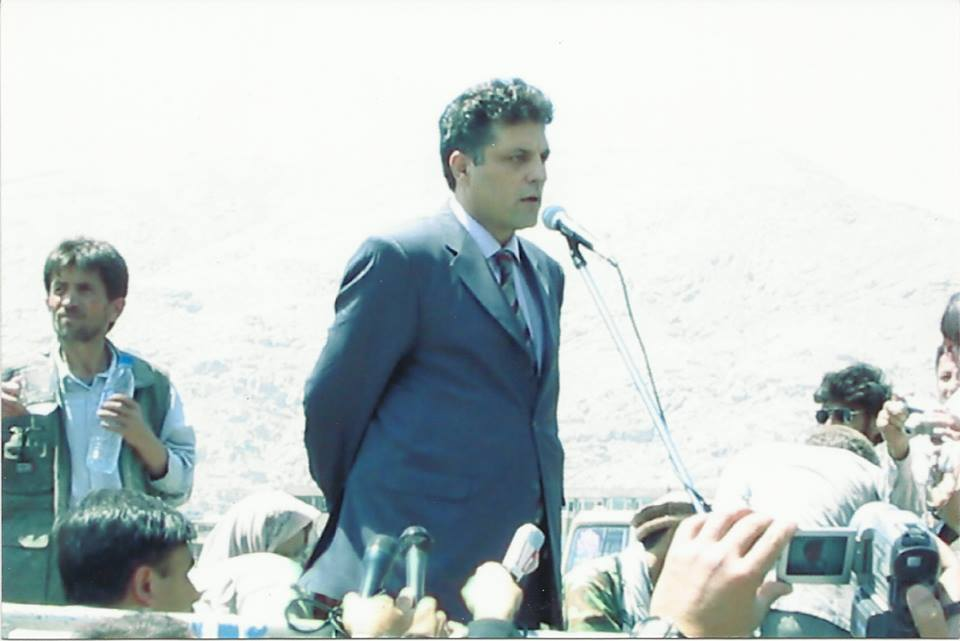
لطیف پدرام، رهبر حزب کنگره ملی افغانستان.

حزب کنگره ملی افغانستان یک حزب لیبرالیسم، سکولاری و چند قومی در افغانستان است. این حزب در سال ۲۰۰۴ تشکیل شد و از معدود حزب‌های سیاسی است که با گروه‌های نظامی در ارتباط نیست. رهبر این حزب عبداللطیف پدرام یکی از سیاستگرانِ مخالف رژیم‌های حزب دموکراتیک خلق، اسلام‌گرا و طالبان است. او همچنین از منتقدان دولت حامد کرزی و دولت وحدت ملی به ریاست جمهوری محمداشرف غنی به حساب می‌رود. عبداللطیف پدرام از طرف حزب کنگره ملی در انتخابات ریاست جمهوری افغانستان در سال ۱۳۸۳ شرکت کرد و توانست با کسب ۱۱۰٬۱۶۰ رای در جایگاه پنجم قرار بگیرد. برخلاف دیگر حزب‌های سیاسی در افغانستان، حزب کنگره ملی، یکپارچه و متحد است. عبداللطیف پدرام، طرفدار قوی سکولاریسم، فدرالیسم و تمرکززدایی در افغانستان است. او فساد را محکوم می‌کند و به شدت با بنیادگرایی اسلامی مخالف است. او معتقد به افغانستانِ مستقل، اما غیر متمرکز است و معتقد است که ولایت‌ها و مناطق کشور به صورت خودمختار و مستقل اداره شوند.